# Kobas
Kobas fue una marca de motos Española fundada en 1981 y desaparecida en 1984. Su nombre se construyó a partir de la marca Siroko, de donde se extrajo KO, y de los nombres de tres personas: su creador, Manolo Burillo, de quien se cogió la B, el ingeniero Antonio Cobas, para la A, y el expiloto Sito Pons, para la S final. Su campo de actuación fue exclusivamente en el motociclismo de velocidad.

## Historia
Manuel Burillo Pacheco fundó la empresa Técnicas de Competición Sociedad Anónima (TECOMSA), como una evolución de la marca SIROKO. En 1982, apareció la primera Kobas bajo la denominación MR1. MR hace referencia a Motor-Rotax, que dos años después evolucionó a la MR2. Siempre conservó el mismo motor, el austríaco Rotax. Comúnmente se confunden las siglas MR por Monocasco-Rotax dicha denominación es un error dado que el chasis no fue diseñado como un monocasco sino un doble viga de aluminio. 
El primer piloto de carreras con quien contó la marca fue Sito Pons. En el desarrollo del vehículo colaboraron varias personas: el también piloto Pedro Xammar, el ingeniero y fundador de OSSA Eduardo Giró, que trabajó en el motor, y Antonio Cobas con el chasis, que era una doble viga de aluminio muy novedosa en su momento y que fue copiada por otras marcas como la japonesa Yamaha Motor Racing.
En 1983, el piloto austríaco Siegfried Minich pilotó una MR1 en el Campeonato del Mundo de 250cc. Los avances presentados en el motor Rotax se utilizaron posteriormente para desarrollar los motores en tándem.
Se fabricaron nueve unidades entre las dos versiones MR1 y MR2. Como excepción y encargo personal se fabricó una Kobas adaptada a un motor Yamaha TZ 250 denominada MY.
En 2019, Manuel Burillo publicó el libro Piñón de ataque dónde se explica con detalle el nacimiento, desarrollo y desaparición de la marca.

## Palmarés
- 1983 Carlos Cardús ganó el Campeonato Europeo de 250cc y el Superprestigio SoloMoto creado por Jaime Alguersuari.[9]

- 1984 Sito Pons ganó el GP de España en el Circuito del Jarama en la categoría de 250cc del Campeonato Mundial de Motociclismo.[10]

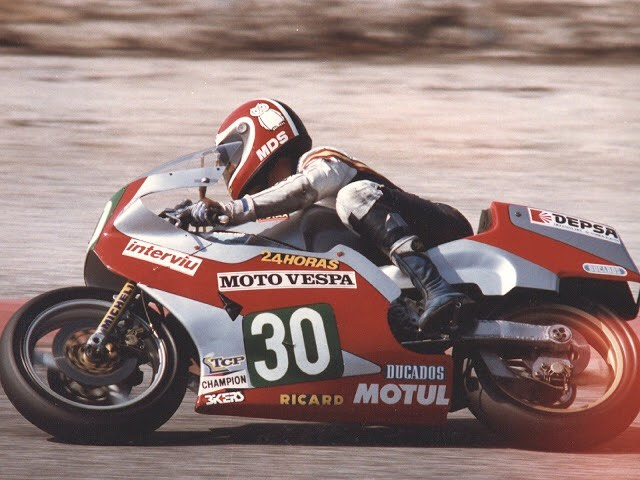
Sito Pons - Jarama 1984

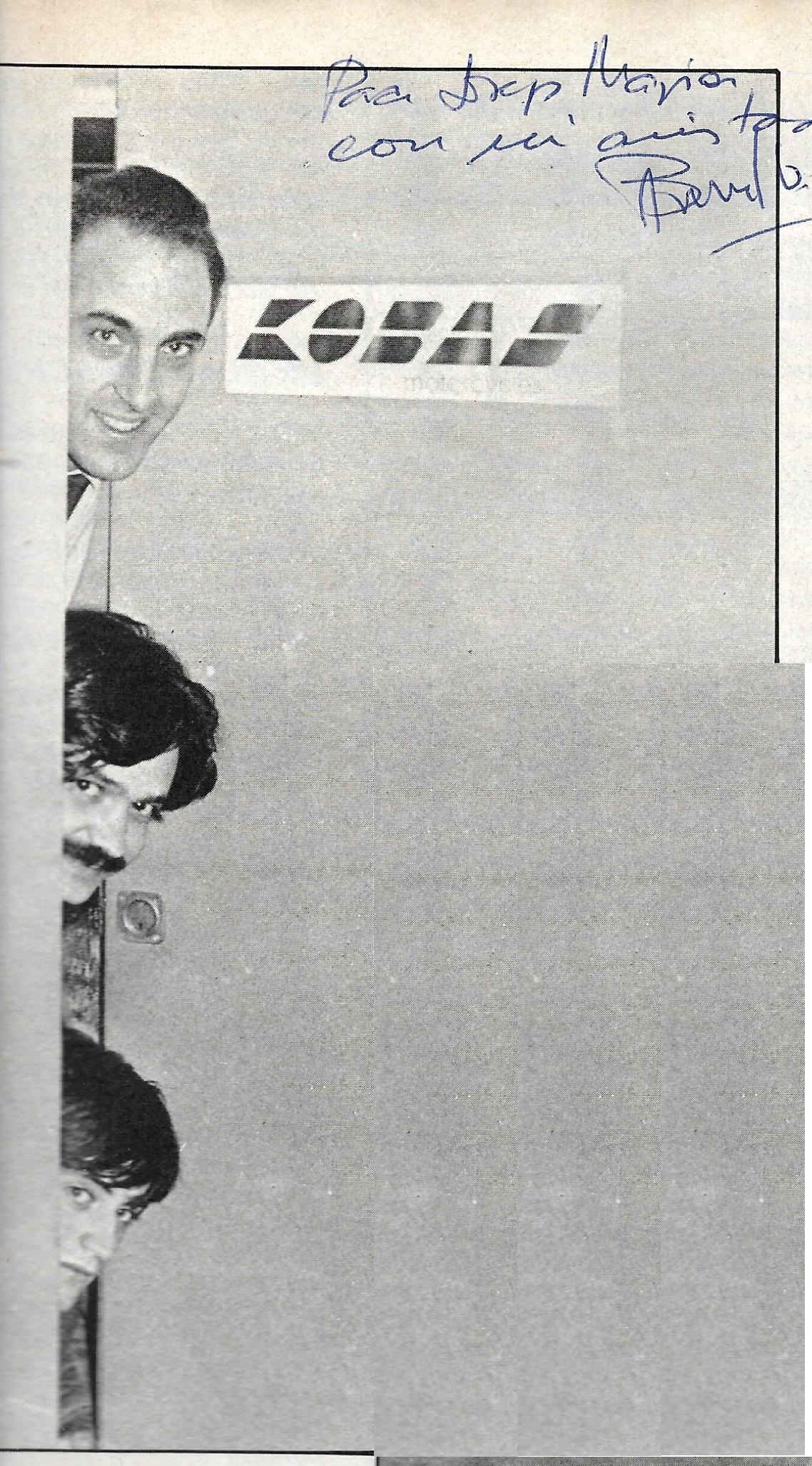
Foto tomada en la instalaciones de la factoría KOBAS, Manolo Burillo, Antonio Cobas y Sito Pons

## Resultados en el Campeonato del Mundo

### Carreras por año
(Carreras en negrita indica pole position, carreras en cursiva indica vuelta rápida)
| Año  | Cat.  | Equipo      | 1       | 2       | 3       | 4      | 5       | 6       | 7       | 8      | 9     | 10      | 11      | 12    | 13 | 14 | 15 | Pts. | Pos. |
| ---- | ----- | ----------- | ------- | ------- | ------- | ------ | ------- | ------- | ------- | ------ | ----- | ------- | ------- | ----- | -- | -- | -- | ---- | ---- |
| 1982 | 250cc | Kobas-Rotax | FRA Ret | ESP Ret | NAC -   | NED 12 | BEL 13  | YUG Ret | GBR Ret | SUE -  | FIN 3 | CHE 4   | RSM Ret | ALE - |    |    |    | 18   | 15.º |
| 1983 | 250cc | Kobas-Rotax | RSA 15  | FRA 13  | NAC Ret | ALE 9  | ESP 4   | AUT Ret | YUG -   | NED -  | BEL - | GBR DNS | SUE -   |       |    |    |    | 10   | 18.º |
| 1984 | 250cc | Kobas-Rotax | RSA 3   | NAC Ret | ESP 1   | AUT 3  | ALE Ret | FRA Ret | YUG 5   | NED 15 | BEL 2 | GBR 6   | SUE 9   | RSM 5 |    |    |    | 66   | 4.º  |